# 클라우디아 라이슈트너
클라우디아 레이스트너(독일어: Claudia Leistner, 1965년 4월 15일 ~)는 독일의 전직 피겨 스케이팅 선수이다. 그녀는 세계 선수권 대회에서 은메달을 2번 획득했고 1989년 유럽 선수권 대회에서 우승했다.

## 생애 및 선수 경력
레이스트너는 스케이트를 배우기 전에 롤러 스케이팅 선수였다. 그녀의 뛰어난 점프 실력과 함께, 그녀는 1989년 유럽 선수권 대회에서 우승했고 세계 선수권 대회에서 은메달을 2번 획득했다. 국가 수준에서 그녀는 만하임 ERC 클럽을 대표하고 국제적으로 그녀는 서독 (독일 연방 공화국)을 위해 스케이트를 탔다.

## 개인 생활
레이스트너는 독일 루트비히스하펜에서 태어났다. 그녀는 스테판 프렌글레와 결혼했다.

## 참조
- Results: ISU